# قرة داش (خوي)
قرة داش هي قرية في مقاطعة خوي، إيران. عدد سكان هذه القرية هو 34 في سنة 2006.